# Панченко Василь Прокопович
Василь Прокопович Панченко (нар. 1914, село Олександрівка, тепер селище Мар'їнського району Донецької області — ?) — український радянський діяч, голова виконавчого комітету Дрогобицької міської Ради депутатів трудящих.

## Життєпис
Народився в бідній селянській родині.
З 1931 року — піонервожатий семирічної школи, вчитель школи колгоспної молоді у Сталінській області.
У 1940 році закінчив заочно Мар'їнський педагогічний технікум Сталінської області.
Член ВКП(б) з 1940 року. 
У 1940—1943 роках — інструктор політичного відділу Південно-Донецької залізниці.
У 1943—1944 роках — інструктор Сталінського обласного комітету КП(б)У.
У 1944—1950 роках — інструктор Дрогобицького обласного комітету КП(б)У, заступник завідувача відділу партійних, профспілкових і комсомольських органів Дрогобицького обласного комітету КП(б)У.
У 1950—1953 роках — секретар Дрогобицького міського комітету КП(б)У.
У 1953 році — начальник Дрогобицького обласного управління кінофікації. 
У березні 1953 — 1959 року — голова виконавчого комітету Дрогобицької міської Ради депутатів трудящих.
У 1954 році закінчив заочно Дрогобицький учительський інститут.
У 1959 році працював начальником управління постачання і збуту Дрогобицького обласного виконкому.

## Нагороди
- медалі